# Lucy Lawless
Lucille Frances Ryan (Mount Albert, Auckland; 29 de marzo de 1968), más conocida como Lucy Lawless, es una actriz y cantante neozelandesa conocida principalmente por su papel de Xena en la serie Xena: la princesa guerrera desde 1995 hasta 2001 y posteriormente por interpretar a Número Tres (D'Anna Biers) en la serie Battlestar Galactica. Desempeñó el papel de Lucretia en la serie Spartacus: Vengeance y contó con un rol recurrente como Diane Lewis, la esposa de Ron Swanson, en la serie de comedia Parks and Recreation.

## Biografía
Lawless, hija de Julie, quien era maestra, y de Frank Ryan, un banquero y alcalde de Mount Albert, fue la quinta de siete hermanos. Dio sus primeros pasos interpretativos en el colegio a la edad de diez años en un musical.
Asistió a la universidad de Auckland y estudió ópera durante varios años, además de aprender francés, alemán y un poco de italiano. Su pasión es el jazz y el violín su instrumento favorito. Se fue a Europa "para recoger uvas en el Rhin".
Cuando se quedó sin dinero, y "vivía a base de cigarrillos y café", volvió a Australia y firmó con una compañía minera de búsqueda de oro. La compañía operaba en Kalgoorlie, una pequeña ciudad a unos 800 km de Perth. Posteriormente se le destinó a un pequeño campo minero a dos horas de la civilización. Lucy era una de las pocas mujeres mineras y hacía el mismo trabajo que los hombres.

## Carrera profesional

### Actriz
En 1987 Lucy fue invitada a formar parte del elenco en la comedia Funny Business, permaneciendo en el show durante dos temporadas y media. Fue coronada Mrs. New Zealand en 1989, y en 1991 se marchó a Vancouver, Canadá, para estudiar arte dramático en el Williams Davis Center of Actor´s Studio durante ocho meses. Recibió clases de William Davis, popularmente conocido como Cigarette Smoking Man en The X-Files.
Cuando volvió a Nueva Zelanda, a principios de 1992, Lucy Lawless aceptó empleo como copresentadora de Air New Zealand Holiday, un magazine de viajes retrasmitido desde Nueva Zelanda a toda Asia. Averiguar que ganaba menos que su copresentador le hizo irse y aceptar el papel de Lysia en el telefilme Hercules and the Amazon Women.
Poco después llegaría su momento cumbre; andaban buscando a la mujer perfecta para dar vida a la indestructible Xena, la nueva y breve némesis de Hércules. Originalmente para el papel se pensó en la por aquel entonces famosa Vanessa Angel, quien protagonizaba una reconocida serie juvenil en el momento; pero el destino quiso que cayese enferma a días de comenzar el rodaje, y los productores recordaron a aquella joven alta de mirada furiosa que había hecho de amazona para ellos poco antes. Así fue como Lucy Lawless se convirtió en la famosa Princesa Guerrera.
Originalmente, se pensaba que Xena moriría en el tercer capítulo dentro de la serie de Hércules, pero Robert Tapert se decidió vender la idea para otra serie, aun cuando le costó bastante. Con su debut en 1994, Xena obtuvo índices de audiencia elevados para la televisión. La naturaleza sexual de Xena con Gabrielle colaboró para obtener un fuerte público gay. En 1996, la revista Ms describe a Xena como un icono feminista de la década de 1990.
Su papel como Xena la volvió un fenómeno de masas y obtuvo importantes premios por su desempeño interpretativo, entre los que se incluyen los Premios Emmy.
En octubre de 1996, se fracturó la pelvis al caerse del caballo mientras rodaba un sketch para el programa The Tonight Show with Jay Leno. Lucy comenzó una rehabilitación usando el método Pilates para "reconstruir inteligentemente mi cuerpo", el cual sigue practicando hoy día.[cita requerida]
Al finalizar la serie de Xena: la princesa guerrera en 2001, Lawless diría en una entrevista a la CNN sobre la variedad de público y éxito que la serie tuvo:

«Bueno, yo no... Yo no lo hice sola. Pero lo hicimos... Supongo que fue una cuota de miradas dulces y la gran amistad de los dos personajes principales, Gabrielle y Xena, y eso es en realidad el alma y corazón de la serie. Eso... ya sea que lo sepamos o no, siempre tendemos a recurrir hacia los héroes y las grandes amistades, y ésta fue una de ellas».
Lucy Lawless, 2001.

Tras acabar Xena, rodó los dos primeros episodios de la 9.ª temporada de The X-Files, en donde interpretaba a Shannon McMahon.

Participó en la 2.ª temporada de Agents of S.H.I.E.L.D. la cual se estrenó el 23 de septiembre de 2014.
Apareció además en el capítulo "Treehouse of Horror X" de la serie animada norteamericana Los Simpsons, llamado "La casa-árbol del terror X" en España y "La casita del horror X" en Hispanoamérica, capítulo para el cual prestó su voz.
Lawless proporcionó la voz de Goldmoon para Dragonlance: Dragons of Autumn Twilight, una película animada directa a DVD basada en la novela del mismo nombre. De 2012 a 2015, Lawless tuvo un papel recurrente en la serie de NBC Parks and Recreation como Diane, el interés amoroso y eventual esposa de Ron Swanson.
En 2015, Lawless consiguió el papel recurrente. papel invitado de la condesa Palatina Ingrid Von Marburg en WGN America's Salem. Interpreta a la condesa Marburg, una de las últimas supervivientes que quedan de la legendaria línea de antiguas brujas alemanas. En marzo de 2015, se anunció que interpretaría el papel de Ruby en la serie de comedia de terror de Starz Ash vs Evil Dead. La serie terminó en 2018. En el 2019-2021, interpretó a Alexa Crowe, una ex policía convertida en investigadora privada, en dos temporadas de My Life Is Murder.

## Vida personal
Lucy se casó en 1987, en Australia, con Garth Lawless, su antiguo novio de la secundaria. Regresó a Auckland, donde nació su hija Daisy, en 1988. Se divorciaron en junio de 1995.
El 28 de marzo de 1998, Lawless se casó con el productor ejecutivo de Xena , el director ejecutivo de Pacific Renaissance Pictures, Robert Tapert . En 1999 dio a luz a su segundo hijo Julius Robert Bay Tapert y su tercer hijo Judah Miro Tapert nació en 2002
Aunque practicó yoga por algún tiempo, Lucy Lawless no tenía entrenamiento especial en artes marciales, espada o luchas de especialista. Apenas poseía conocimientos de monta de caballos, habiendo corrido algún rodeo durante su adolescencia. Durante una breve visita a Los Ángeles entrenó con el maestro de Artes Marciales Douglas Wrong, con quien aprendió movimientos básicos de Kung-fu, así como técnicas de luchas a espadas y con palos.[cita requerida]
Fue elegida en 1997 por la revista People como una de las 50 personas más hermosas del mundo, y se casó en Los Ángeles, en marzo de 1999, con Robert Tapert, cocreador y productor ejecutivo de Xena.
Lawless quedó embarazada de su segundo hijo, Julius, poco antes de empezar el rodaje de la 5.ª temporada de Xena. Este hecho fue introducido como argumento dentro de la serie y, por ello, Xena es la primera heroína embarazada de la historia.[cita requerida] a pesar de su embarazo, estuvo trabajando en la serie hasta su octavo mes de gestación, volviendo al rodaje un mes después de dar a luz.
Su tercer hijo, Judah Miro Tapert, nació el 7 de mayo de 2002 en Nueva Zelanda.[cita requerida]

## Condecoraciones
En 2004, fue condecorada con la Orden del Mérito de Nueva Zelanda como "Miembro" (MNZM) por sus servicios al entretenimiento.

### Cantante

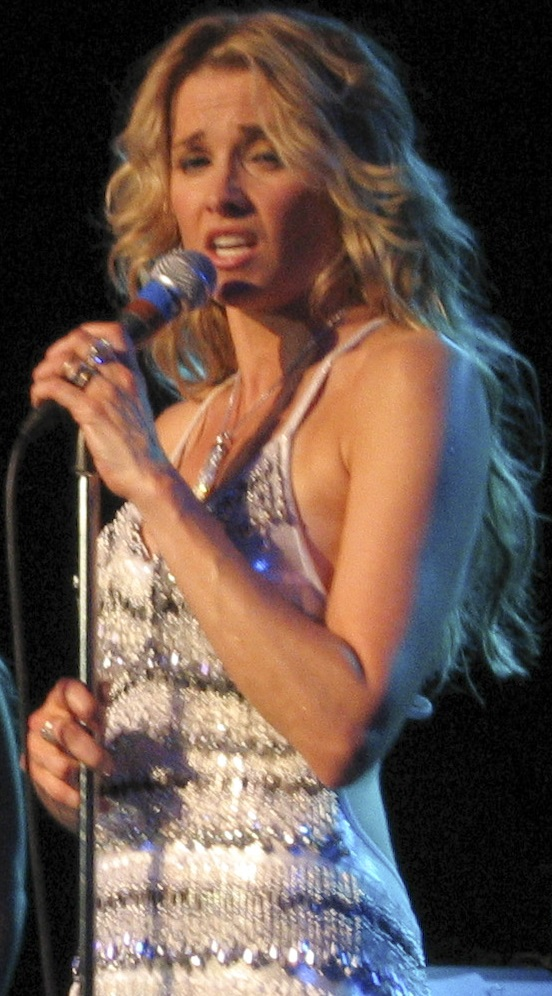
Lucy Lawless en «The Roxy» en Los Ángeles, 2007.

En el año 2006, Lucy apareció en el programa Celebrity Duets en el que, como su nombre lo indica, las celebridades del cine, la televisión y el deporte realizaban duetos con cantantes famosos. El ganador del concurso recibía la suma de cien mil dólares para donar a una institución de caridad. Gracias a ello, Lucy cantó con celebridades tales como Kenny Loggins, Smokey Robinson y Bonnie Tyler, entre otros, terminando en segundo puesto.
Esporádicamente, había realizado previamente presentaciones de ese tipo en series y espectáculos. En Xena: la princesa guerrera se la puede escuchar cantar por primera vez seriamente en el episodio The Bitter Suite, que tuvo una banda de sonido propia.
Esta vez, para demostrar que hablaba en serio, realizó presentaciones en el The Roxy Theatre en Hollywood en enero de 2007, cantando canciones propias y de terceros. Desde enero de 2007 a mayo de 2008, Lawless realizó seis conciertos más en el teatro y se presentó en las ciudades de Chicago, New York y Londres. En su discografía cuenta con dos CD y dos DVD en vivo de The Roxy, ambos grabados en 2007, más un DVD grabado en Chicago.

### Activismo
En mayo de 2009, Lawless se convirtió en "embajador climático" de la campaña "Sign On" de Greenpeace.
En febrero de 2012, Lawless y otros seis activistas de Greenpeace abordaron un barco de perforación de petróleo en Port Taranaki, Nueva Zelanda, y permanecieron en él durante 77 horas para evitar que partiera hacia el Ártico, donde iba a participar en la exploración petrolera, Posteriormente, fue detenida y acusada de robo con allanamiento de morada, que conllevaba una pena de prisión de hasta 10 años en caso de ser declarada culpable.
Se declaró culpable el 14 de junio de 2012 de traspasar los cargos relacionados con el incidente de febrero. Lawless dijo que por ahora tenía la intención de seguir involucrada con Greenpeace. 
En febrero de 2013, Lawless y los otros seis activistas fueron condenados a pagar una multa de 651 dólares neozelandeses (alrededor de 547 dólares estadounidenses) y a realizar 120 horas de servicio comunitario. El juez negó los $ 545,000 en reparaciones que Shell Todd Oil Services había solicitado a los activistas. Tras la sentencia, Lawless dijo: "Considero una gran victoria que el tribunal haya anulado la demanda de reparación de Shell, que me parece absolutamente ridícula".

### Astronomía
El astrónomo Michael E. Brown apodó a su planeta enano recién descubierto "Xena", y encontró que este nombre era más conveniente de usar que la designación oficial en ese momento, 2003 UB313. Cuando se determinó inicialmente que este objeto era más grande que Plutón, ganó la atención internacional y forzó un debate de un año entre los astrónomos sobre la definición de un planeta. (Las observaciones realizadas por New Horizons posteriormente encontraron que Plutón era marginalmente más grande que el objeto, que finalmente se llamó Eris).
El apodo del objeto "Xena" se utilizó en la prensa. La revista New Scientist encuestó al público sobre su nombre final preferido para el llamado décimo planeta; "Xena" ocupó el puesto 4. Lawless llamó a Mike Brown en diciembre de 2005 para agradecerle por su "acto de belleza sin sentido" y afirmó que ella "nunca se atrevió a esperar que [el nombre] se mantuviera". Con el tiempo, se consideró que tanto Plutón como él no eran planetas, y en su lugar fueron clasificados como planetas enanos, Aunque "Xena" ahora se conoce oficialmente como Eris, Brown hizo un tributo indirecto a Lawless al nombrar a la luna de Eris, Dysnomia, en honor a la diosa griega de la anarquía

## Filmografía
| Año           | Título                                  | Tipo                | Rol                                                  | Notas                         |
| ------------- | --------------------------------------- | ------------------- | ---------------------------------------------------- | ----------------------------- |
| 1990          | Within the Law                          | Película            | Verity                                               |                               |
| 1990          | The Bitter Song                         | Película            | Enfermera 1                                          |                               |
| 1991          | The End of the Golden Weather           | Película            | La chica de Joe                                      |                               |
| 1992          | The Rainbow Warrior                     | Película            | Jane Redmond                                         |                               |
| 1993          | Typhon's People                         | Película            | Mink Tertius                                         |                               |
| 1994          | Hércules y las amazonas                 | Película            | Lysia                                                |                               |
| 1995-1999     | Hercules: The Legendary Journeys        | Serie de televisión | Xena Lyla                                            | 8 episodios                   |
| 1999          | Los Simpsons- Treehouse of Horror X     | Serie de televisión | Ella misma (voz)                                     | Temporada 11, episodio 230    |
| ?             | Todo va sobre ruedas                    |                     | Ella misma                                           |                               |
| 1995-2001     | Xena: la princesa guerrera              | Serie de televisión | Xena Annie, Melinda Pappas, Lea, Princesa Diana, Meg | Protagonista; 134 episodios   |
| 2001          | The X-Files                             | Serie de televisión | Shannon McMahon                                      | 2 episodios                   |
| 2002          | Spider-Man                              | Película            | Punk Rock Girl                                       | Cameo                         |
| 2003          | Tarzán                                  | Serie de televisión | Kathleen Clayton                                     | 7 episodios                   |
| 2004          | Eurotrip                                | Película            | Madame Vandersexxx                                   |                               |
| 2005          | Boogeyman                               | Película            | Mary Jensen                                          |                               |
| 2005          | Vampiros asesinos                       | Película            | Maddy Rierdon                                        |                               |
| 2005          | Plaga letal                             | Película            | Maddy Rierdon                                        |                               |
| 2005          | Two and a half men                      | Serie de televisión | Pamela                                               | Temporada 2, episodio 18      |
| 2005-2009     | Battlestar Galactica                    | Serie de televisión | Número Tres (D'Anna Biers)                           |                               |
| 2007          | Curb Your Enthusiasm                    | Serie de televisión | Ella misma                                           |                               |
| 2008          | Justice League: The New Frontier        | Película animada    | Wonder Woman (voz)                                   |                               |
| 2008          | Bedtime Stories                         | Película            | Aspen                                                |                               |
| 2008          | Dragonlance: el retorno de los dragones | Película            | Goldmoon                                             |                               |
| 2009          | Bitch Slap                              | Película            | Madre Superiora                                      |                               |
| 2009          | Flight of the Conchords                 | Serie de televisión | Paula                                                |                               |
| 2009          | The L Word                              | Serie de televisión | Sargento Marybeth Duffy                              | 2 episodios                   |
| 2010          | Spartacus: Blood and Sand               | Serie de televisión | Lucretia                                             | Personaje principal           |
| 2010          | Spartacus: Gods of the Arena            | Serie de televisión | Lucretia                                             |                               |
| 2011          | No Ordinary Family                      | Serie de televisión | Helen Burton (o Señora X)                            | Desde capítulo 17             |
| 2012          | Spartacus: Vengeance                    | Serie de televisión | Lucretia                                             |                               |
| 2012-2014     | Parks and Recreation                    | Serie de televisión | Diane Lewis                                          |                               |
| 2014-2015     | Agents of S.H.I.E.L.D.                  | Serie de televisión | Mary Malloney                                        |                               |
| 2015          | Salem                                   | Serie de televisión | Condesa Palatine Ingrid von Marburg                  | Temporada 2                   |
| 2015-2018     | Ash vs. Evil Dead                       | Serie de televisión | Ruby Knowby                                          |                               |
| 2016          | Las Tortugas Ninja                      | Serie animada       | Hiidrala (voz)                                       | Episodio: "The Cosmic Ocean"  |
| 2018          | The Breaker Upperers                    | Película            | Cliente                                              |                               |
| 2019-presente | My Life is Murder                       | Serie de televisión | Alexa Crowe                                          | 1.ª y 2.ª temporada           |
| 2019          | Mosley                                  | Película            | Bera                                                 | Rol de voz                    |
| 2019          | Verónica Mars                           | Serie de televisión | Agente Morris                                        | Temporada final               |
| 2020          | Star Wars Resistance                    | Serie de televisión | Aeosian Queen (voz)                                  | 2 episodios                   |
| 2020          | Big City Greens                         | Serie de televisión | Mimi O'Malley (voz)                                  | Episodio: "Cricket's Tickets" |
| 2021          | Minions: The Rise of Gru                | Película            | Nunchuck (voz)                                       |                               |
| 2021          | The Spine of Night                      | Película            | Tzod (voz)                                           |                               |

## Teatro
| Año       | Obra                                  | Papel                | Lugar                         |
| --------- | ------------------------------------- | -------------------- | ----------------------------- |
| 1997      | Grease                                | Betty Rizzo          | Broadway (Nueva York)         |
| 2002      | Los monólogos de la vagina            | Varios               | Maidment Theatre (Auckland)   |
| 2005      | Gentlemen Prefer Blondes              | Dorothy Shaw         | 5th Avenue Theatre (Seattle)  |
| 2011      | BARE For Christchurch                 |                      | Teatro Civic (Auckland)       |
| 2013      | Chicago                               | Matron "Mama" Morton | Hollywood Bowl (Los Ángeles)  |
| 2013      | Chicago                               | Velma Kelly          | (Auckland)                    |
| 2014-2015 | Sleeping Beauty and Her Winter Knight | Carabosse            | Pasadena Playhouse (Pasadena) |
| 2017      | Pleasuredome The Musical              | Sappho               | Avondale (Auckland)           |